# Frank M. Warren, Sr.
Frank M. Warren Sr., född 10 maj 1848 i Ellsworth, Maine, död 15 april 1912 i Atlanten, var en amerikansk affärsman som grundade och ägde Warren Packing Company, ett bolag som tillverkade laxkonserver. Den kommunfria orten Warrendale i Oregon där hans fabrik låg är döpt efter honom. Warren avled vid förlisningen av RMS Titanic och han räknades som en av miljonärerna ombord.
Efter en flera månader lång resa i Europa tillsammans med sin fru Anna steg Frank ombord på RMS Titanic i Cherbourg. Paret reste i första klass. De hade med resan firat att de varit gifta i 40 år. När Titanic den 14 april gick på ett isberg under sin resa vaknade paret, och Frank försökte ta reda på vad som hänt. Han fick tilldelat sig en isbit som souvernir av en annan passagerare och ska till en början ha sagt till sin fru att det inte fanns något att oroa sig för. De ombads dock snart av en steward att ta på sig sina livbälten och komma upp på däck. Frank såg till att frun Anna kom med i livbåt 5, en av de tidigast firade livbåtarna. Anna trodde att Frank också skulle följa med, men det sista hon såg av honom var hur han istället började hjälpa kvinnor ner i en annan livbåt. Hans öde därefter är okänt. Han återfanns aldrig.

## Fotnoter
1. 1 2 3  Encyclopedia Titanica.[källa från Wikidata]
2. ↑  Freebase Data Dumps, Google.[källa från Wikidata]
3. ↑  https://www.encyclopedia-titanica.org/oregonians-on-ship-14860.html